# Viking (Triebwerk)

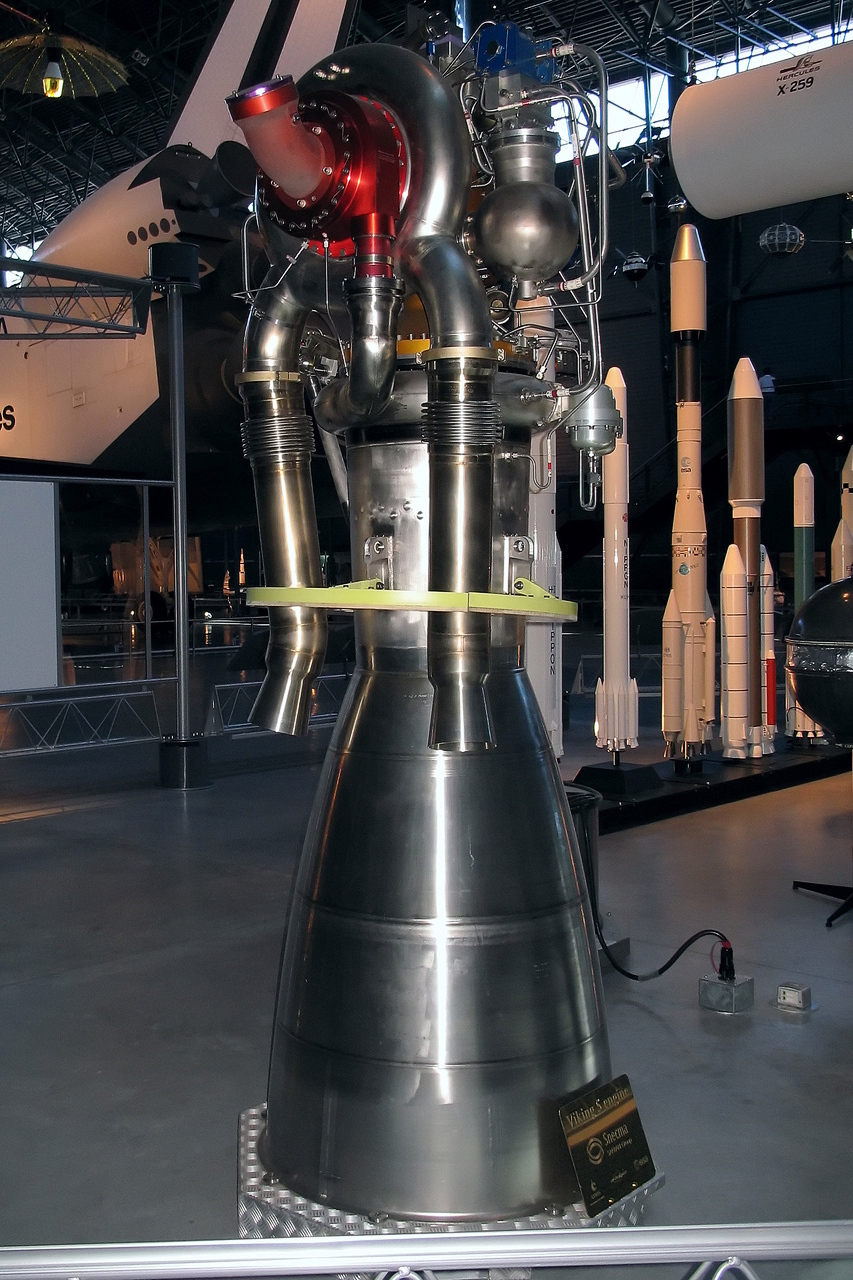
Viking 5C

Das Viking-Triebwerk wurde in Frankreich entwickelt und sollte die erste Stufe der nie verwirklichten Europa-III-Rakete antreiben. Nach dem Ende dieses Projektes wurde es für die erste Stufe und  mit einer vergrößerten (für den Betrieb im Vakuum optimierten) Schubdüse für die zweite Stufe der Ariane 1 ausgewählt. Verbesserte Versionen wurden auch in der Ariane 2, 3 und 4 verwendet.
Daraufhin wurden für die Ursprungsversionen Lizenzen an Indien vergeben, wo die Triebwerke unter dem Namen Vikas gefertigt werden und in verschiedenen Stufen der PSLV- und GSLV-Raketen zum Einsatz kommen.

## Technik
Die Viking-Triebwerke arbeiten mit dem Nebenstromverfahren und verwenden hypergole Treibstoffe, die beim Kontakt miteinander spontan zünden. Die Ariane 1 verwendete als Oxidator Stickstofftetroxid und als Treibstoff UDMH. Weil es jedoch beim zweiten Flug der Ariane 1 zu einer Verbrennungsinstabilität kam, die zum Absturz führte, beschloss man, die Treibstoffart auf  UH 25 zu wechseln, während der Oxidator beibehalten wurde. Dieses Vorhaben wurde jedoch erst bei den schubgesteigerten Viking Versionen verwirklicht, die ab der Ariane 2 eingesetzt wurden.
Im Gasgenerator wird ca. 1 kg Oxidator und 1 kg Treibstoff pro Sekunde verbrannt, wobei 3000 °C heiße Abgase entstehen. Damit das Gas nicht die Turbine beschädigt, wird jede Sekunde 4 Liter Wasser eingespritzt, und so die Gastemperatur auf 600 °C gesenkt. Die Turbine hat eine Leistung von 2500 kW bei 10.000 Umdrehungen pro Minute und treibt zwei Turbopumpen an, die insgesamt ca. 275 kg Oxidator und Treibstoff pro Sekunde, von der Seite, in die Brennkammer pressen.
Um die Brennkammerinnenwand vor den 3000 °C heißen Reaktionsprodukten zu schützen, wird ein Treibstoffschleier innen entlang der Brennkammerwand eingespritzt, der dort lokal mangels Oxidator eine nicht verbrennende, kühlende Schicht bildet. Die Schubdüse wird jedoch nicht aktiv gekühlt, sondern erwärmt sich so weit, bis sie, rot glühend, genauso viel thermische Energie durch Strahlung nach außen abgibt, wie sie innen aus dem heißen Gas des Schubstrahls aufnimmt.

## Technische Daten
| Version              | Viking 2                                         | Viking 2B                                         | Viking 4                                         | Viking 4B                                         | Viking 5C                                         | Viking 6                                          |
| -------------------- | ------------------------------------------------ | ------------------------------------------------- | ------------------------------------------------ | ------------------------------------------------- | ------------------------------------------------- | ------------------------------------------------- |
| Höhe                 | 2,87 m                                           | 2,87 m                                            | 3,51 m                                           | 3,51 m                                            | 2,87 m                                            | 2,87 m                                            |
| Durchmesser          | 0,99 m                                           | 0,99 m                                            | 1,70 m                                           | 1,70 m                                            | 0,99 m                                            | 0,99 m                                            |
| Masse                | ?                                                | ?                                                 | 826 kg                                           | 826 kg                                            | 826 kg                                            | 826 kg                                            |
| Treibstoffe          | Stickstofftetroxid und UDMH im Verhältnis 1,86:1 | Stickstofftetroxid und UH 25 im Verhältnis 1,70:1 | Stickstofftetroxid und UDMH im Verhältnis 1,86:1 | Stickstofftetroxid und UH 25 im Verhältnis 1,70:1 | Stickstofftetroxid und UH 25 im Verhältnis 1,70:1 | Stickstofftetroxid und UH 25 im Verhältnis 1,71:1 |
| Treibstoffverbrauch  | ca. 275 kg/s                                     | ca. 275 kg/s                                      | ca. 275 kg/s                                     | ca. 275 kg/s                                      | ca. 275 kg/s                                      | ca. 275 kg/s                                      |
| Leistung der Turbine | 2500 kW/10.000/min                               | 2500 kW/10.000/min                                | 2500 kW/10.000/min                               | 2500 kW/10.000/min                                | 2500 kW/10.000/min                                | 2500 kW/10.000/min                                |
| Vakuumschub          | 690 kN                                           | ?                                                 | 713 kN                                           | 800 kN                                            | 758 kN                                            | 750 kN                                            |
| Bodenschub           | 611 kN                                           | 643 kN                                            | -                                                | -                                                 | 678 kN                                            | ?                                                 |
| Verwendung           | Ariane 1, GSLV                                   | Ariane 2, 3                                       | Ariane 1, PSLV, GSLV                             | Ariane 2 - 4                                      | Ariane 4                                          | PAL (Ariane 4 Flüssigbooster)                     |

## Einsatz
Vier Viking-2-Triebwerke wurden in der Erststufe und ein Viking-4-Triebwerk mit verlängerter Schubdüse in der zweiten Stufe der Ariane 1 verwendet. Das verbesserte Viking-2B-Triebwerk wurde in den Erststufen der Ariane 2, 3 eingesetzt. In der ersten Stufe der Ariane 4 kam das nochmals leicht verbesserte Viking-5C-Triebwerk zum Einsatz. Das verbesserte  Viking-4B-Triebwerk, mit großer Schubdüse, wurde dagegen nicht nur in den Zweitstufen von Ariane 2 und 3, sondern auch in der Zweitstufe der Ariane 4 verwendet. Das Viking-6-Triebwerk dagegen hatte wieder eine kleine Schubdüse und wurde von den PAL-Flüssigtreibstoffboostern der Ariane 4 verwendet.
Für die Ursprungsversionen Viking 2 und 4 wurden Lizenzen an Indien vergeben, wo die Triebwerke unter dem Namen Vikas weiter produziert werden und in verschiedenen Stufen der PSLV- und GSLV-Raketen zum Einsatz kommen.
Die Viking-Triebwerke waren höchst zuverlässig. Nur zweimal waren Vikingtriebwerke am Absturz von Ariane-Raketen beteiligt. Beim zweiten Start der Ariane 1 gab es in einem Vikingtriebwerk der ersten Stufe eine Verbrennungsinstabilität, die zum Absturz führte. Beim zweiten Fehlstart dagegen lag der Grund nicht beim Vikingtriebwerk, sondern ein Tuch verstopfte eine Treibstoffleitung eines Viking-6-Triebwerks und führte so bei Flug V 36 zum Absturz einer Ariane 44L.